# Franc luxembourgeois
Pour les articles homonymes, voir franc.
Le franc luxembourgeois (en luxembourgeois : Lëtzebuerger Frang ; en allemand : Luxemburger Franken ; symbole : F ; code ISO : LUF) est une ancienne unité monétaire du Luxembourg. Le franc était divisé en 100 centimes. 
Apparu au XIXe siècle, il a perdu son cours légal le 28 février 2002 au profit de l'euro, monnaie de l'Union économique et monétaire européenne (au taux de conversion : 1 euro = 40,3399 LUF).

## Histoire de la monnaie luxembourgeoise
Bien avant que les premiers empires se soient formés et que le grand-duché du Luxembourg ait existé, la monnaie circulait déjà dans l’époque des Celtes tardives. Ainsi, après avoir fait des fouilles archéologiques dès 1960 sur l’oppidum du Titelberg au sud du Luxembourg, les archéologues ont trouvé des petites pièces de monnaie sur ce territoire, probablement utilisées par cette population.
Après plusieurs temps[Quoi ?], notamment à partir du XVIe siècle, le territoire luxembourgeois était sous l’influence et la domination de l’empire espagnol. Bien que les rois d’Espagne possédaient aussi le titre de ducs de Luxembourg, ils prenaient l’opportunité de frapper monnaie dans la capitale du Luxembourg. Sous cette puissance, la première monnaie ayant frappé était sous la domination de Philippe II représentant « […] le magnifique écu de 1578, le ½ Ducaton et 1/5 Ducaton ».
Sous le règne de l’archiduc d’Autriche Albert et son épouse Isabelle, la frappe d’une monnaie patagon de 1/2, puis de 1/4, et par après la frappe « […] d’escalins (6 sous) et de trois sous, d’un sou et une pièce d’un liard » circulaient sur le territoire luxembourgeois.
Néanmoins, sous le règne de Philippe IV, une pièce frappée en or a circulé sur le territoire luxembourgeois pendant l'occupation espagnole. D'autres pièces sous forme de patagons et piéforts, « […] 1/2 patagons, escalins, sous et 1/2 sous » ont aussi pris forme au Luxembourg.
Bien que sous la monarchie de Habsbourg, sont émises des pièces de monnaie spécifiques entre 1757 et 1792, sous la forme de sol (ou sou, ou asse) en cuivre et argent, pour des valeurs de ⅛, ¼, ½, 1, 3, 6, 12 et 72 sols. On trouve aussi des frappes de ½, 1 et 2 liards en cuivre.
Pendant la Révolution française, l'utilisation du franc germinal de l'an XI est en usage, de 1803 à 1825, date à laquelle il n'est plus accepté. Ce franc germinal était très populaire et appréciée par les usagers, car elle était facile à manier grâce à sa division en dizaines.
Après l'effondrement du Premier Empire en 1815, la monnaie procède provisoirement du système monétaire des Pays-Bas. Le florin d’argent composé aussi par la division en cent est devenu dès lors la monnaie officielle. Durant le système monétaire de la Belgique et la révolution belge de 1831, les florins néerlandais étaient utilisés à l’intérieur de la forteresse de la ville de Luxembourg, mais à l’extérieur, les francs belges ont été utilisés pour tous les modes de paiement.
Indépendant en 1839, le Grand-Duché voit circuler le thaler à partir de 1842 à la suite de l'adhésion à l'Union douanière allemande, le Zollverein. Le thaler devient la principale monnaie de paiement, même si l’unité de compte utilisée par les Luxembourgeois reste le franc belge.
Les premières frappes monétaires spécifiques démarrent en 1854. Cette même année, les premières pièces luxembourgeoises apparaissaient sous forme de 10, 5 et 2,5 centimes, ce dont les politiciens profitaient, car cette petite monnaie était une affaire lucrative[réf. nécessaire]. Dès lors, des thalers prussiens, des centimes français et belges se rejoignaient avec des pièces luxembourgeoises en cuivre.
En 1856 la Banque internationale à Luxembourg (BIL) est créée et obtient le privilège d'émission de billets (en franc, florin, thalers prussien et rhénan). La Banque nationale du Grand-Duché de Luxembourg,  dont les billets émis doivent avoir cours légal dans les administrations publiques du Grand-Duché, est fondée en 1873 mais fait faillite en 1891. 
Avec la Première Guerre mondiale et la dénonciation du Zollverein, le franc prend le pas sur la monnaie allemande. En 1918, un arrêté grand-ducal emploie pour la première fois le terme de « franc luxembourgeois ».
En 1921, l'union économique avec la Belgique (UEBL), fait que le franc luxembourgeois et le franc belge ont la même parité, confirmé par une loi en 1929. La convention du 23 mai 1935 entre le Royaume de Belgique et le grand-duché de Luxembourg définit une association monétaire entre les deux pays, officialisant une situation de fait depuis la fin de la Première Guerre mondiale : le franc belge est dévalué de 25 % et la parité entre les deux monnaies devient 1 FL = 1,25 FB. En 1944, la parité de 1 pour 1 est rétablie.

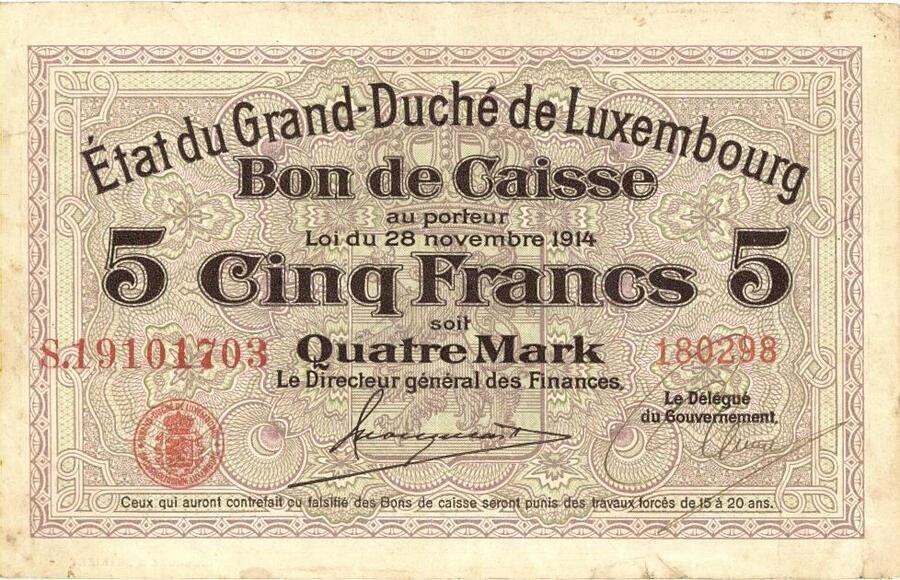
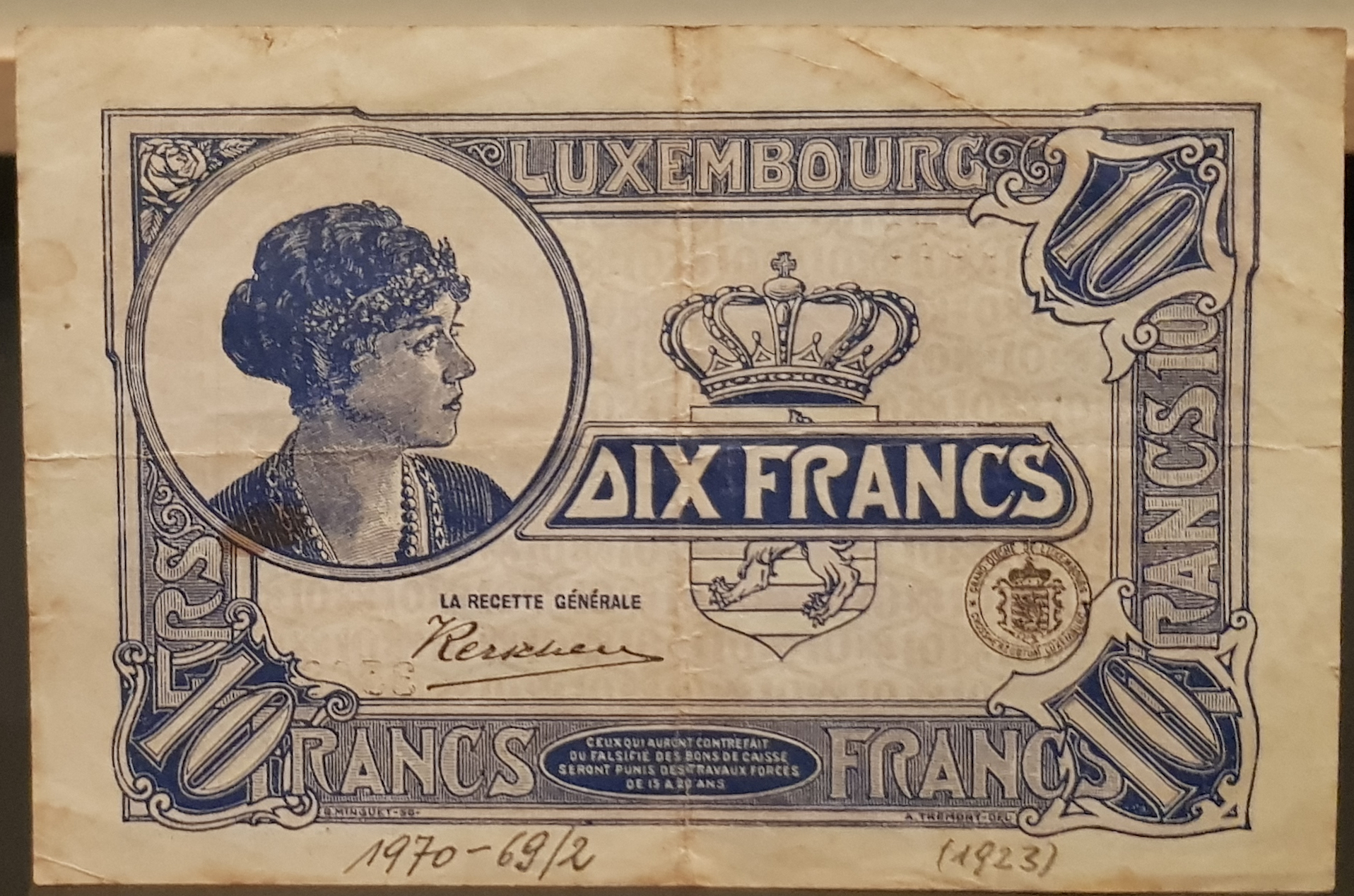
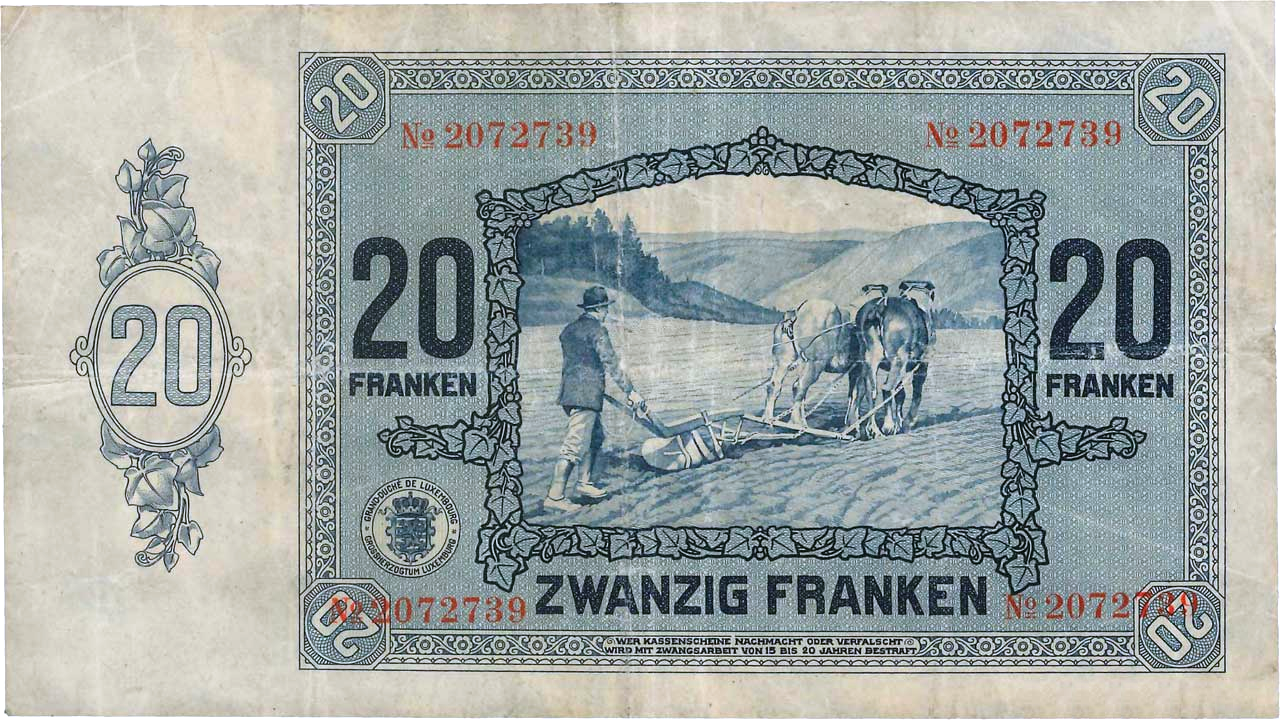

## Les billets de banque luxembourgeois
Les billets de banque sont émis par l'Institut monétaire luxembourgeois (IML) jusqu'en 1998, puis par la Banque centrale du Luxembourg. Ils sont calqués sur les billets belges (même format, dessin proche, seuls les personnages changent).
- Règne de Jean I grand-duc de Luxembourg (1964-2000)
  - Le billet de 100 francs, type 1986 (couleur dominante : le rouge)
    - Au recto, le portrait du grand-duc Jean devant le palais grand-ducal, au verso la ville de Luxembourg avec les mentions HONNERT FRANG.

  - Le billet de 1 000 francs, type 1985 (couleur dominante : le brun)
    - Au recto, le portrait du grand-duc Jean devant le château de Vianden, au verso la ville d'Echternach avec la mention DAUSEND FRANG.

  - Le billet de 5 000 francs, type 1993 (couleur dominante : le vert)
    - Au recto, le portrait du grand-duc Jean devant le château de Clervaux, au verso le centre européen de Luxembourg-Kirchberg avec la mention FENNEF DAUSEND FRANG.